# Mihos
Mihos est le nom grec qui désigne le dieu égyptien Miysis, fils de Bastet.